# Mina Salman
Mina Salman (en árabe: ميناء سلمان ) es un puerto marítimo situado en Manama, Baréin. Mina Salman era un puerto natural con anterioridad a la creación en 1962 del puerto que cubre unas 80 hectáreas. Es el puerto de carga principal y el punto aduanero de Baréin. El puerto cuenta con 15 muelles de contenedores, lo que le permite manejar 2,5 millones toneladas al año. 
El puerto recibe el nombre de Salman ibn Isa al-Khalifa, el abuelo del actual rey gobernante.